# Barrio Santa Rita
Barrio Santa Rita es un barrio en el municipio de Villa Regina, departamento General Roca, provincia de Río Negro. Se encuentra 4 km al sur del centro de Villa Regina, aislada de esta por una zona de valles, por lo cual el INDEC la censó como localidad separada en 2010.
La componen unas 8 manzanas, agrupadas de a pares a ambos lados de la calle Ernesto Che Guevara, y con una plaza en el centro. Cuenta con un centro comunitario donde hay una sala de atención médica.

## Población
Contó con 258 habitantes (Indec, 2010), lo que representó un incremento del 6,6% frente a los 242 habitantes (Indec, 2001) del censo anterior.
 El censo 2022 registró una población de 241 habitantes que se repartieron entre 129 hombres y 112 mujeres. Sin embargo, las cifras obtenidas fueron estimativas solo teniendo en cuenta a la población en viviendas particulares; es decir, excluyendo del dato a la población institucional y las personas sin hogar. Gracias a este censo también fue posible conocer su densidad y tamaño urbano.
| Gráfica de evolución demográfica de Barrio Santa Rita entre 1991 y 2022 |
|                                                                         |
| Fuente: Censos nacionales del INDEC                                     |